# 王辉青
王辉青（1960年10月—），山东省烟台市牟平区人，中国人民解放军少将。

## 生平
王辉青是研究员、博士、博士生导师，主要研究方向是军事战略、作战实验。曾任中国人民解放军军事科学院军事运筹分析研究所所长。2012年任中国人民解放军军事科学院战争理论和战略研究部副部长。同时兼任军事系统工程专业委员会副主任委员。后任中国人民解放军战略规划部部长。2016年，任新组建的中央军委战略规划办公室主任。2018年2月24日，当选为第十三届全国人大代表。